# Santuário de Vida Selvagem do Lago Indawgyi
O Santuário de Vida Selvagem do Lago Indawgyi é uma reserva natural em Myanmar, cobrindo 814 quilómetros quadrados. Ele varia em elevação de 105 a 1400 metros, abrangendo os arredores do Lago Indawgyi em Mohnyin Township, Estado de Kachin. É reconhecido como uma área importante para pássaros e como um dos Parques do Património da ASEAN. Uma área de 478 quilómetros quadrados que engloba o lago e a planície circundante é um local Ramsar desde fevereiro de 2016.